# Беленов, Леонтий Дмитриевич
Беленов Леонтий Дмитриевич (3 августа 1938 года, дер. Бутурлиновка, Воронежская область — 5 октября 2022 года, Москва) — российский валторнист. Заслуженный деятель искусств РФ, Доктор искусствоведения, профессор, профессор кафедры медных духовых инструментов РАМ им. Гнесиных.

## Биография
В 1969 году окончил ГМПИ им. Гнесиных, в 1972 — аспирантуру по классу валторны и дирижирования.
В 1972—1987 годах преподавал на кафедре духовых инструментов ГМПИ им. Гнесиных, заведовал отделом духовых инструментов музыкального училища им. Гнесиных.
В 1973—1974 годах — профессор Парижской консерватории (Франция).
1977—1980 и 1987—1990 — профессор Багдадской консерватории (Ирак).
1991—1992 — профессор Дамасской консерватории (Сирия).
1993—1994 — профессор Каракасской консерватории (Венесуэла).
1995—2001 — профессор Бенидормской консерватории (Испания).
С 2002 года продолжает педагогическую работу в РАМ им. Гнесиных.
Среди его учеников лауреаты международных конкурсов: В.Тарасов, А.Раев, А.Фурукин и другие.
Член Правления Московского музыкального общества (с 1990 года). С 2016 года входит в состав экспертного совета ВАК РФ по филологии и искусствоведению.

### Концертная деятельность
1966—1980 годах солист Государственного симфонического оркестра кинематографии СССР под управлением Э. Хачатуряна.

## Публикации
Беленов Леонтий Дмитриевич. Партия валторны в контексте эволюции симфонической партитуры XVIII—XX веков : Диссертация доктора искусствоведения : 17.00.02 Москва, 2005 384 с. РГБ ОД, 71:06-17/4.
К 75-летию Беленова Леонтия Дмитриевича. Статья в ежемесячной всероссийской музыкально-информационной газете «Играем с начала. Da capo al fine». Автор Березин В.
2013-09-27.